# Třída Mašú
Třída Mašú je třída zásobovacích tankerů Japonských námořních sil sebeobrany. Jedná se o výrazně zvětšenou modernizovanou verzi tankerů třídy Towada. Celkem byly postaveny dvě jednotky této třídy. Do služby byly přijaty v letech 2004–2005.

## Stavba
Stavba dvojice jednotek této třídy probíhala od roku 2002. Do služby byly přijaty v letech 2004-2005. První plavidlo postavila loděnice Mitsui Engineering & Shipbuilding ve městě Tamano a druhé loděnice Universal Shipbuilding Corporation v Maizuru.
Jednotky třídy Mašú:
| Jméno          | Zahájení stavby | Spuštěna       | Vstup do služby | Status  |
| -------------- | --------------- | -------------- | --------------- | ------- |
| Mašú (AOE-425) | 21. ledna 2002  | 5. února 2003  | 15. března 2004 | aktivní |
| Ómi (AOE-426)  | 7. února 2003   | 19. února 2004 | 3. března 2005  | aktivní |

## Konstrukce

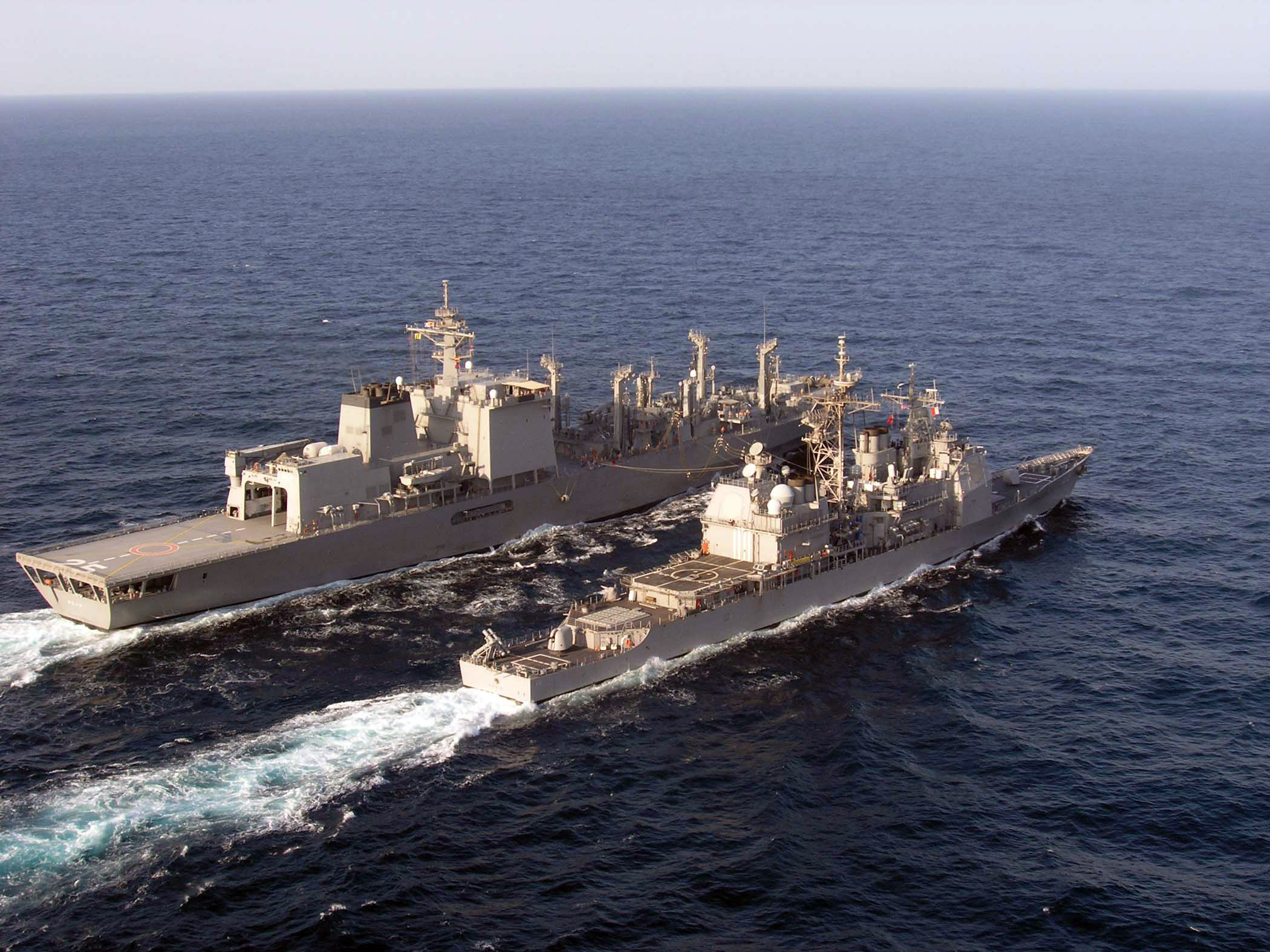
Mašú provádí zásobování amerického raketového křižníku USS Anzio (CG 68)

Obrannou výzbroj tvoří dva 20mm kanónové systémy Phalanx CIWS. Plavidla jsou na zádi vybavena přistávací plochou a hangárem pro vrtulník. Pohonný systém tvoří dvě plynové turbíny Kawasaki-Rolls-Royce Spey SM1C o výkonu 40 000 shp, pohánějící dva lodní šrouby se stavitelnými lopatkami. Nejvyšší rychlost dosahuje 24 uzlů. Dosah činí 9500 námořních mil při rychlosti 20 uzlů.